# Power Rangers Mystic Force
Power Rangers Mystic Force (alternativt skriven som Power Rangers: Mystic Force) är en amerikansk-japansk superhjälteserie, baserad på den japanska tokusatsuserien Super Sentai. Serien, som är den fjortonde säsongen av superhjältefranchisen Power Rangers, hade premiär på Toon Disneys programblock Jetix den 20 februari 2006, för att sedan avslutas den 13 november samma år. I Sverige valde man att visa serien under år 2007, även detta på TV-kanalen Jetix.

## Rollista (i urval)
- Firass Dirani – Bowen / Nick Russell (röd Ranger)
- Nic Sampson – Charlie "Chip" Thorn (gul Ranger)
- Melanie Vallejo – Madison "Maddie" Rocca (blå Ranger)
- Angie Diaz – Vida "V" Rocca (rosa Ranger)
- Richard Brancatisano – Xander Bly (grön Ranger)
- John Tui – Daggeron
- Peta Rutter – Udonna
- Chris Graham – Leanbow
- Antonia Prebble – Clare Langtree
- Barnie Duncan – Toby Slambrook
- Kelson Henderson – Phineas